# 阿尔赛 (德塞夫勒省)
阿尔赛（法語：Arçais，法語發音：[aʁsɛ]）是法国德塞夫勒省的一个市镇，属于尼奥尔区。

## 地理
阿尔赛（46°17'46"N, 0°41'28"W）面积15.12 平方千米，位于法国新阿基坦大区德塞夫勒省，该省份为法国西部内陆省份，北起曼恩-卢瓦尔省，西接旺代省，南至夏朗德省和滨海夏朗德省，东临维埃纳省。
与阿尔赛接壤的市镇（或旧市镇、城区）包括：圣伊莱尔拉帕吕、勒瓦诺-伊尔洛、当维克斯、勒马佐、圣西吉斯蒙。

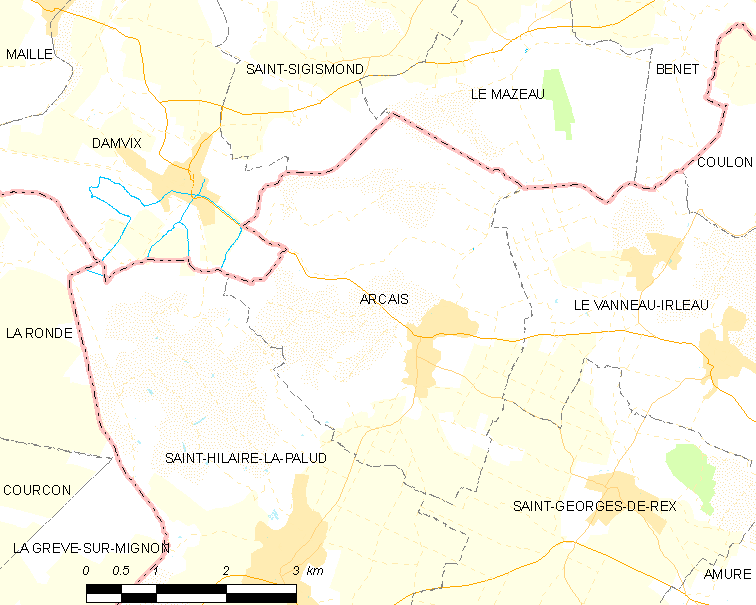
的OSM定位图

阿尔赛的时区为UTC+01:00、UTC+02:00（夏令时）。

## 行政
阿尔赛的邮政编码为79210，INSEE市镇编码为79010。

## 政治
阿尔赛所属的省级选区为弗龙特奈罗昂罗昂县。

## 人口

1962-2008年间人口变化图示

阿尔赛于2022年1月1日时的人口数量为604人。